# Apodemus witherbyi
Il topo selvatico della steppa (Apodemus witherbyi  Thomas, 1902) è un roditore della famiglia dei Muridi diffuso nel Vicino Oriente e nel Caucaso.

## Descrizione

### Dimensioni
Roditore di piccole dimensioni, con la lunghezza della testa e del corpo tra 77 e 110 mm, la lunghezza della coda tra 75 e 118 mm, la lunghezza del piede tra 19 e 24 mm, la lunghezza delle orecchie tra 14 e 18 mm e un peso fino a 34 g.

### Aspetto
Le parti superiori sono grigio chiaro, con dei riflessi fulvi sui fianchi e sulle guance, mentre le parti inferiori sono biancastre con una macchia arancione sul petto. Il muso è appuntito, gli occhi sono relativamente grandi. Le orecchie sono grandi e grigie. Le zampe sono bianche. La coda è più lunga della testa e del corpo, nerastra sopra e biancastra sotto.

## Biologia

### Comportamento
È una specie terricola.

## Distribuzione e habitat
Questa specie è diffusa nel Vicino Oriente, Caucaso fino al Turkmenistan centro-meridionale.
Vive negli arbusteti e nelle foreste degradate fino a 2.100 metri di altitudine.

## Tassonomia
Sono state riconosciute 3 sottospecie:
- A.w.witherbyi: Iran centro-settentrionale e nord-orientale; Turkmenistan meridionale e occidentale;
- A.w.fulvipectus (Ognev, 1924): Ucraina meridionale e Crimea, Russia sud-occidentale, dal Kraj di Krasnodar al Dagestan; Georgia, Armenia, Azerbaigian;
- A.w.iconicus (Heptner, 1948): Anatolia, Rodi, isola di Bozcaada, Siria occidentale, Libano, Giordania nord-occidentale, Iran nord-occidentale.

## Conservazione
La IUCN Red List, considerato che questa specie è comune, ampiamente diffusa e priva di serie minacce, classifica A.witherbyi come specie a rischio minimo (Least Concern).